# The Dominion Gate
The Dominion Gate – piąty studyjny album francuskiej grupy power metalowej Nightmare.Jest to drugi w historii grupy album, zawierający utwory trwające razem ponad godzinę.

## Lista utworów
1. ”Temple of Tears” -	04:05
2. ”A Taste of Armageddon” -	04:12
3. ”Messenger of Faith” -	05:01
4. ”Secret Rules” -	04:53
5. ”The Dressmaker” -	06:18
6. ”Endless Agony” -	04:31
7. ”Paranormal Magnitude Part II” -	02:04
8. ”Circle of the Dark” -	04:19
9. ”Haunting Memories” 	- 05:13
10. ”Heretic” -	05:40
11. ”The Dominion Gate” -	08:12
12. ”The Watchtower” -	05:24
13. ”K-141” -	05:31

## Wykonawcy
- Jo Amore - wokal
- Franck Milleliri - gitara
- Alex Hilbert - gitara
- Yves Campion - gitara basowa
- David Amore - perkusja